# Meijin 1988
Il Meijin 1988 è stata la 13ª edizione del torneo goistico giapponese Meijin.

## Qualificazioni
|  | Quarti di finale  | Quarti di finale  | Quarti di finale |                |                   | Semifinali        | Semifinali | Semifinali |  |  | Finale | Finale | Finale |  |
|  |                   |                   |                  |                |                   |                   |            |            |  |  |        |        |        |  |
|  | Norimoto Yoda     | Norimoto Yoda     | 1                |                |                   |                   |            |            |  |  |        |        |        |  |
|  | Norimoto Yoda     | Norimoto Yoda     | 1                |                |                   |                   |            |            |  |  |        |        |        |  |
|  | Hideo Otake       | Hideo Otake       | 0                |                |                   |                   |            |            |  |  |        |        |        |  |
|  | Hideo Otake       | Hideo Otake       | 0                |                | Norimoto Yoda     | Norimoto Yoda     | 0          |            |  |  |        |        |        |  |
|  |                   |                   |                  |                | Norimoto Yoda     | Norimoto Yoda     | 0          |            |  |  |        |        |        |  |
|  |                   |                   | Shuzo Ohira      | Shuzo Ohira    | 1                 |                   |            |            |  |  |        |        |        |  |
|  | Shuzo Ohira       | Shuzo Ohira       | Shuzo Ohira      | Shuzo Ohira    | 1                 | 1                 |            |            |  |  |        |        |        |  |
|  | Shuzo Ohira       | Shuzo Ohira       |                  |                |                   |                   |            |            |  |  |        |        |        |  |
|  | Yuichi Ezura      | Yuichi Ezura      | 0                |                |                   |                   |            |            |  |  |        |        |        |  |
|  | Yuichi Ezura      | Yuichi Ezura      | 0                |                | Shuzo Ohira       | Shuzo Ohira       | 1          |            |  |  |        |        |        |  |
|  |                   |                   |                  |                |                   |                   |            |            |  |  |        |        |        |  |
|  |                   |                   | Shoichi Takagi   | Shoichi Takagi | 0                 |                   |            |            |  |  |        |        |        |  |
|  | Sunao Sato        | Sunao Sato        | Shoichi Takagi   | Shoichi Takagi | 0                 | 0                 |            |            |  |  |        |        |        |  |
|  | Sunao Sato        | Sunao Sato        |                  |                |                   |                   |            |            |  |  |        |        |        |  |
|  | Hidehito Nakamura | Hidehito Nakamura | 1                |                |                   |                   |            |            |  |  |        |        |        |  |
|  | Hidehito Nakamura | Hidehito Nakamura | 1                |                | Hidehito Nakamura | Hidehito Nakamura | 0          |            |  |  |        |        |        |  |
|  |                   |                   |                  |                | Hidehito Nakamura | Hidehito Nakamura | 0          |            |  |  |        |        |        |  |
|  |                   |                   | Shoichi Takagi   | Shoichi Takagi | 1                 |                   |            |            |  |  |        |        |        |  |
|  | Kunio Kamimura    | Kunio Kamimura    | Shoichi Takagi   | Shoichi Takagi | 1                 | 0                 |            |            |  |  |        |        |        |  |
|  | Kunio Kamimura    | Kunio Kamimura    |                  |                |                   |                   |            |            |  |  |        |        |        |  |
|  | Shoichi Takagi    | Shoichi Takagi    | 1                |                |                   |                   |            |            |  |  |        |        |        |  |

|  | Quarti di finale  | Quarti di finale  | Quarti di finale  |                   |                | Semifinali     | Semifinali | Semifinali |  |  | Finale | Finale | Finale |  |
|  |                   |                   |                   |                   |                |                |            |            |  |  |        |        |        |  |
|  | Shuzo Awaji       | Shuzo Awaji       | 1                 |                   |                |                |            |            |  |  |        |        |        |  |
|  | Shuzo Awaji       | Shuzo Awaji       | 1                 |                   |                |                |            |            |  |  |        |        |        |  |
|  | Tadahiko Chino    | Tadahiko Chino    | 0                 |                   |                |                |            |            |  |  |        |        |        |  |
|  | Tadahiko Chino    | Tadahiko Chino    | 0                 |                   | Shuzo Awaji    | Shuzo Awaji    | 1          |            |  |  |        |        |        |  |
|  |                   |                   |                   |                   | Shuzo Awaji    | Shuzo Awaji    | 1          |            |  |  |        |        |        |  |
|  |                   |                   | Hiroaki Tono      | Hiroaki Tono      | 0              |                |            |            |  |  |        |        |        |  |
|  | Yasumasa Hane     | Yasumasa Hane     | Hiroaki Tono      | Hiroaki Tono      | 0              | 0              |            |            |  |  |        |        |        |  |
|  | Yasumasa Hane     | Yasumasa Hane     |                   |                   |                |                |            |            |  |  |        |        |        |  |
|  | Hiroaki Tono      | Hiroaki Tono      | 1                 |                   |                |                |            |            |  |  |        |        |        |  |
|  | Hiroaki Tono      | Hiroaki Tono      | 1                 |                   | Shuzo Awaji    | Shuzo Awaji    | 1          |            |  |  |        |        |        |  |
|  |                   |                   |                   |                   |                |                |            |            |  |  |        |        |        |  |
|  |                   |                   | Hiroshi Yamashiro | Hiroshi Yamashiro | 0              |                |            |            |  |  |        |        |        |  |
|  | Katsuhiko Hiroe   | Katsuhiko Hiroe   | Hiroshi Yamashiro | Hiroshi Yamashiro | 0              | 0              |            |            |  |  |        |        |        |  |
|  | Katsuhiko Hiroe   | Katsuhiko Hiroe   |                   |                   |                |                |            |            |  |  |        |        |        |  |
|  | Masao Sugiuchi    | Masao Sugiuchi    | 1                 |                   |                |                |            |            |  |  |        |        |        |  |
|  | Masao Sugiuchi    | Masao Sugiuchi    | 1                 |                   | Masao Sugiuchi | Masao Sugiuchi | 0          |            |  |  |        |        |        |  |
|  |                   |                   |                   |                   | Masao Sugiuchi | Masao Sugiuchi | 0          |            |  |  |        |        |        |  |
|  |                   |                   | Hiroshi Yamashiro | Hiroshi Yamashiro | 1              |                |            |            |  |  |        |        |        |  |
|  | Nobuaki Hoshikawa | Nobuaki Hoshikawa | Hiroshi Yamashiro | Hiroshi Yamashiro | 1              | 0              |            |            |  |  |        |        |        |  |
|  | Nobuaki Hoshikawa | Nobuaki Hoshikawa |                   |                   |                |                |            |            |  |  |        |        |        |  |
|  | Hiroshi Yamashiro | Hiroshi Yamashiro | 1                 |                   |                |                |            |            |  |  |        |        |        |  |

|  | Quarti di finale   | Quarti di finale   | Quarti di finale |                  |                | Semifinali     | Semifinali | Semifinali |  |  | Finale | Finale | Finale |  |
|  |                    |                    |                  |                  |                |                |            |            |  |  |        |        |        |  |
|  | Yoshio Ishida      | Yoshio Ishida      | 1                |                  |                |                |            |            |  |  |        |        |        |  |
|  | Yoshio Ishida      | Yoshio Ishida      | 1                |                  |                |                |            |            |  |  |        |        |        |  |
|  | Kunihisa Honda     | Kunihisa Honda     | 0                |                  |                |                |            |            |  |  |        |        |        |  |
|  | Kunihisa Honda     | Kunihisa Honda     | 0                |                  | Yoshio Ishida  | Yoshio Ishida  | 1          |            |  |  |        |        |        |  |
|  |                    |                    |                  |                  | Yoshio Ishida  | Yoshio Ishida  | 1          |            |  |  |        |        |        |  |
|  |                    |                    | Kunio Ishii      | Kunio Ishii      | 0              |                |            |            |  |  |        |        |        |  |
|  | Kunio Ishii        | Kunio Ishii        | Kunio Ishii      | Kunio Ishii      | 0              | 1              |            |            |  |  |        |        |        |  |
|  | Kunio Ishii        | Kunio Ishii        |                  |                  |                |                |            |            |  |  |        |        |        |  |
|  | Yorimoto Yamashita | Yorimoto Yamashita | 0                |                  |                |                |            |            |  |  |        |        |        |  |
|  | Yorimoto Yamashita | Yorimoto Yamashita | 0                |                  | Yoshio Ishida  | Yoshio Ishida  | 1          |            |  |  |        |        |        |  |
|  |                    |                    |                  |                  |                |                |            |            |  |  |        |        |        |  |
|  |                    |                    | Yutaka Shiraishi | Yutaka Shiraishi | 0              |                |            |            |  |  |        |        |        |  |
|  | Noboru Ishikura    | Noboru Ishikura    | Yutaka Shiraishi | Yutaka Shiraishi | 0              | 0              |            |            |  |  |        |        |        |  |
|  | Noboru Ishikura    | Noboru Ishikura    |                  |                  |                |                |            |            |  |  |        |        |        |  |
|  | Naoto Hikosaka     | Naoto Hikosaka     | 1                |                  |                |                |            |            |  |  |        |        |        |  |
|  | Naoto Hikosaka     | Naoto Hikosaka     | 1                |                  | Naoto Hikosaka | Naoto Hikosaka | 0          |            |  |  |        |        |        |  |
|  |                    |                    |                  |                  | Naoto Hikosaka | Naoto Hikosaka | 0          |            |  |  |        |        |        |  |
|  |                    |                    | Yutaka Shiraishi | Yutaka Shiraishi | 1              |                |            |            |  |  |        |        |        |  |
|  | Yoshikuni Shimada  | Yoshikuni Shimada  | Yutaka Shiraishi | Yutaka Shiraishi | 1              | 0              |            |            |  |  |        |        |        |  |
|  | Yoshikuni Shimada  | Yoshikuni Shimada  |                  |                  |                |                |            |            |  |  |        |        |        |  |
|  | Yutaka Shiraishi   | Yutaka Shiraishi   | 1                |                  |                |                |            |            |  |  |        |        |        |  |

## Torneo
- W indica vittoria col bianco
- B indica vittoria col nero
- X indica la sconfitta
- +R indica che la partita si è conclusa per abbandono
- +N indica lo scarto dei punti a fine partita
- +F indica la vittoria per forfeit
- +T indica la vittoria per timeout
- +? indica una vittoria con scarto sconosciuto
- V indica una vittoria in cui non si conosce scarto e colore del giocatore

| Giocatore         | R.K.  | K.K.  | C.C.  | A.I.  | M.T.  | H.F.  | Y.I.  | S.O.  | S.A.  | Risultato | Note                       |
| ----------------- | ----- | ----- | ----- | ----- | ----- | ----- | ----- | ----- | ----- | --------- | -------------------------- |
| Rin Kaiho         | –     | X     | X     | B+R   | W+R   | B+R   | W+3,5 | B+R   | W+6,5 | 6-2       | Qualificato allo spareggio |
| Koichi Kobayashi  | W+4,5 | –     | B+R   | W+R   | B+2,5 | X     | B+2,5 | X     | B+R   | 6-2       | Qualificato allo spareggio |
| Cho Chikun        | B+0,5 | X     | –     | B+0,5 | W+R   | X     | W+0,5 | B+R   | X     | 5-3       |                            |
| Akira Ishida      | X     | X     | X     | –     | X     | X     | X     | X     | X     | 0-8       | Retrocesso                 |
| Masaki Takemiya   | X     | X     | X     | W+R   | –     | B+R   | X     | B+R   | W+R   | 4-4       |                            |
| Hideyuki Fujisawa | X     | B+0,5 | W+4,5 | B+R   | X     | –     | X     | W+2,5 | B+2,5 | 5-3       |                            |
| Yoshio Ishida     | X     | X     | X     | W+R   | B+R   | W+2,5 | –     | X     | W+R   | 4-4       |                            |
| Shuzo Ohira       | X     | B+R   | X     | B+R   | X     | X     | W+1,5 | –     | X     | '3-5      | Retrocesso                 |
| Shuzo Awaji       | X     | X     | B+R   | W+R   | X     | X     | X     | W+R   | –     | 3-5       | Retrocesso                 |

## Finale
La finale è stata una sfida al meglio delle sette partite ma le ultime due non sono state giocate in quanto Koichi Kobayashi aveva già ottenuto le quattro vittorie necessarie ad aggiudicarsi il torneo.